# Liceo Dámaso Antonio Larrañaga
El Liceo Dámaso Antonio Larrañaga (popularmente conocido como «el Dámaso») es un instituto de educación secundaria uruguaya, ubicado en el barrio La Blanqueada, Montevideo, numerado 3 dentro del dominio público. Su nombre homenajea al religioso, político, naturalista y botánico Dámaso Antonio Larrañaga.
Es uno de los liceos públicos más importantes y uno de los que tiene mayor número de estudiantes en el Uruguay, alcanzando los 5200 en 2014, 3000 de los cuales cursan el turno nocturno. Desde 2024 su directora es la profesora Beatriz Dantex.
Fue el tercer liceo de Montevideo en ser creado, cuando aún secundaria era parte de la Universidad de la República. Fue fundado en 1928 y comenzó a funcionar al año siguiente y en 1955 fue trasladado a un edificio construido por el arquitecto José Scheps, donde se encuentra hasta la actualidad. Esta estructura contaba con características únicas, consideradas avanzadas para su época, pero con el paso del tiempo el liceo se ha ido deteriorando. No obstante, la institución tiene algunos programas que se aplican únicamente aquí, como un bachillerato para adultos y un centro de atención primaria para alumnos con problemas de drogadicción.

## Historia
Fue creado por ley en el año 1928, cuando en Montevideo solo existían dos liceos: el Liceo José Enrique Rodó y el Liceo Héctor Miranda, y Secundaria estaba dentro de la Universidad de la República. Su primer director fue Armando Bacage y comenzó a funcionar en 1929. Su nominación rinde honor a Dámaso Antonio Larrañaga, presbítero uruguayo que fue a la vez político, científico e impulsor de la primera biblioteca pública de Uruguay, la hoy Biblioteca Nacional y única institución creada en la Revolución oriental que permanece. En 1955 pasó a estar en su presente ubicación, funcionando con primer ciclo, hasta cuarto año, y tenía una capacidad para 6000 alumnos.
Siete exalumnos del Dámaso fueron víctimas de la represión durante la dictadura: Andrés Bellizzi, Nelson González, Rafael Lezama, José Michelena, Ruben Prieto y Helios Serra. De ellos, Prieto, Bellizzi, Michelena y Serra desaparecieron en Argentina. Sus casos (excepto el de Serra) fueron reabiertos en 2005 en ese país tras la declaración de inconstitucionalidad de las leyes de Obediencia Debida y Punto Final por parte de la Corte Suprema argentina. Serra fue identificado en una fosa común a través de muestras de ADN, repatriado y enterrado en el Cementerio del Buceo hasta donde fue acompañado por una marcha que iniciaba en el Liceo Dámaso, del que había sido alumno. En 2008 la Junta Departamental de Montevideo autorizó que se instalara una estela en la esquina de Av. Centenario y Jaime Cibils, en su homenaje.
Durante la reforma educativa de Germán Rama, se produjo la ocupación de numerosos liceos, entre ellos el Dámaso, entre 1996 y 1998. Varias organizaciones estudiantiles se unieron. Se formó una coordinadora de radios comunitarias que nucleaba las emisoras de la Federación de Estudiantes Universitarios del Uruguay, la del Instituto de Profesores Artigas, la del IAVA y la que funcionaba en el Dámaso, llamada Radio La Esquina, entre otras. La coordinadora distribuyó personal y equipamiento entre las distintas radios. Por ser una radio comunitaria pero además liceal, La Esquina tenía objetivos políticos ya que no solo evitaba que las autoridades utilizaran la fuerza, sino que las forzaba a buscar el diálogo. La emisora brindaba información sobre las actividades de los estudiantes durante la ocupación a padres, alumnos y vecinos, así como favorecía el debate sobre la reforma.

## Edificio

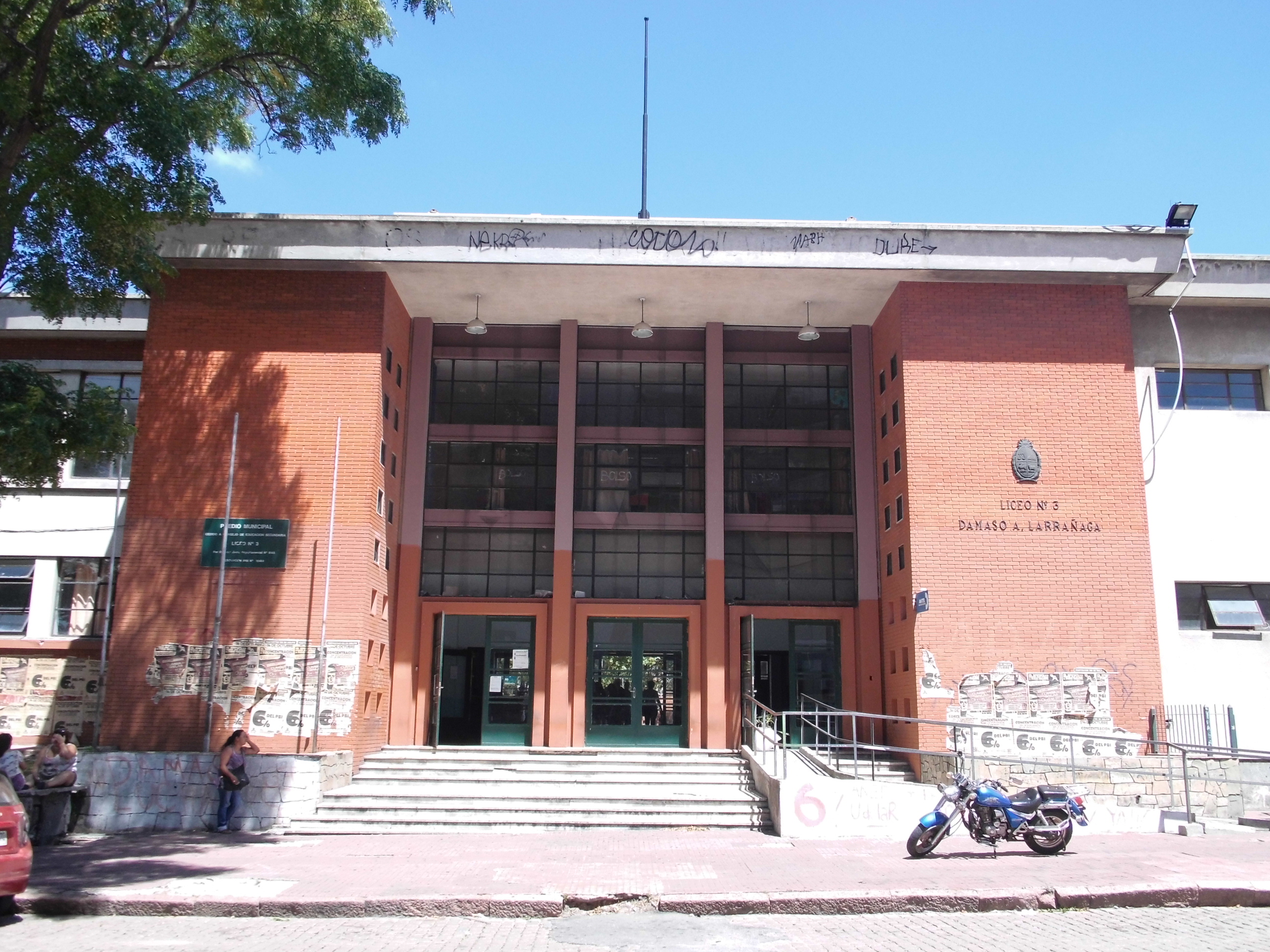
Fachada del Instituto Dámaso Antonio Larrañaga, Monumento Histórico Nacional desde 2015.

En sus comienzos, el liceo tuvo su ubicación inicial en la calle Paysandú, Montevideo. En 1955 fue mudado a su actual emplazamiento, en un edificio que ocupa toda una manzana, cuya entrada es por la calle Jaime Cibils, y está rodeado por Avenida Centenario, Joaquín Secco Illa, Ibirapitá y Federico Susviella Guavich. Frente a la Plaza Fernan Silva Valdés.
La maqueta y el diseño arquitectónico fueron realizados por Rogelio de Pro, entonces arquitecto y director del Dámaso, quien viajó a Europa para buscar modelos en los que inspirarse para el diseño y motivando también a los alumnos a involucrarse en él. La construcción fue realizada por el arquitecto José Scheps, quien trabajaba para la Dirección General de Arquitectura del Ministerio de Obras Públicas.
En ese entonces contaba con elementos de avanzada para la época como un salón odontológico y calefacción central. Fue el primero en tener intercomunicadores en todos los salones de clase, uno que conectaba al profesor en el aula con la adscripción y la dirección y otro con la portería. El gimnasio, que se mantiene, tenía dos espacios, en uno de los cuales había un médico, y traumatólogo y profesores que auscultaban a los alumnos y les enseñaban gimnasia correctiva. También contaba con agua caliente. La sala de proyecciones era utilizada para pasarle películas o documentales a los alumnos con horas libres. Luego pasó a ser sala de actos. En el subsuelo funcionaba una carpintería donde se realizaba el mantenimiento de todo aquello que lo necesitase.
La cúpula del observatorio astronómico se abre regularmente cuando se utiliza el telescopio refractor. Fue construido en 1909, y posee una abertura de 10 centímetros y una distancia focal de casi dos metros.
No solo los elementos de avanzada se fueron quedando obsoletos, sino que además el edificio en sí se ha ido deteriorando con el paso de los años. No cuenta con un mantenimiento continuo, los pisos se han deteriorado, hay humedad, las duchas ya no tienen agua caliente ni hay calefacción central porque la caldera se dejó de usar hace años por falta de combustible. En 2014 los profesores ocuparon el instituto en reclamo de más personal y mejoras edilicias, como por ejemplo la refacción del laboratorio de física que cuando llueve se inunda y el agua entra por la llave de la luz.
Cuenta con una biblioteca, un salón de informática, laboratorios y un amplio patio con canchas de deporte, y en el segundo piso se encuentra el salón estudiantil desde donde se realizan actividades gremiales, culturales y sociales.
En una de las paredes de la biblioteca se encuentra el mural "Oficios" del artista uruguayo Julio Alpuy. El 1 de diciembre de 2005, con motivo de los 50 años de la obra, el Correo del Uruguay emitió un tiraje de 15 000 ejemplares de un sello de 50 x 35 mm cuya imagen es un fragmento del mural, con el valor facial de $16. El diseño gráfico fue de Elena Maldonado.
En 2011 el Instituto de Historia de la Arquitectura de la Facultad de Arquitectura incluyó el edificio en un listado de bienes a ser preservados y protegidos, junto con el liceo Miranda y el colegio La Mennais, y lo puso a consideración del Consejo de la Facultad de Arquitectura.
En 2015 es declarado Monumento Histórico Nacional.

## Características
Es uno de los centros públicos más grandes y con más estudiantes de Uruguay. El instituto dicta todos los cursos y orientaciones de educación secundaria. En 2014 el director del liceo Diego Nappa se jubiló, por lo que fue sustituido por Edith Silveira, quien era hasta entonces subdirectora del instituto.
En 2014 contaba con 5200 alumnos inscriptos, los cuales se repartieron en cuatro turnos (mañana, intermedio, tarde y nocturno). El turno nocturno contaba con 3000 alumnos siendo el turno más concurrido. con 3000. Solo en el turno nocturno hay más de 300 profesores, mientras que entre el personal administrativo y adscriptos hay menos de 10 personas. En este horario cursan el bachillerato adultos en una modalidad denominada «Plan para Adultos Martha Averbug». Este plan fue diseñado por la profesora Marta Averbug en 1994 para que estudiantes mayores de 18 años puedan terminar sus estudios secundarios, y no se dicta en otros liceos.
Desde 2006 funciona «Espacio Salud», un centro de consultas para estudiantes con problemas de adicción a las drogas. El mismo es atendido por estudiantes y docentes de la Facultad de Enfermería, especializados en el trato con adolescentes. Su instalación partió de la iniciativa de la Asociación del Padres del Liceo (APAL). En una primera etapa, la Cátedra de Salud del Niño/a y Adolescente, de la Facultad de Enfermería, realizó una caracterización primaria para detectar las áreas en que debían concentrarse. Estas fueron: el consumo de drogas y la falta de información sobre salud sexual y reproductiva. En 2008 el proyecto fue ampliado mediante la firma de un acuerdo entre la Junta Nacional de Drogas y la Universidad de la República y con el apoyo de la Administración Nacional de Educación Pública. De esta forma se incorporó más personal especializado para trabajar con los profesores y los padres de los alumnos en la  promoción de la salud. El objetivo es lograr mejor contención del paciente y asesoramiento a las familias, los estudiantes en general y la institución. En la consultoría además se evalúa la situación de cada alumno, buscando estrategias para la reducción del daño, prestando asistencia sanitaria si se presenta una situación de crisis médica, psicológica o social y, de ser necesario, se deriva al estudiante a otros centros de atención especializada. Es una experiencia única pero con interés de ser extendida a otros centros educativos.

## Alumnos

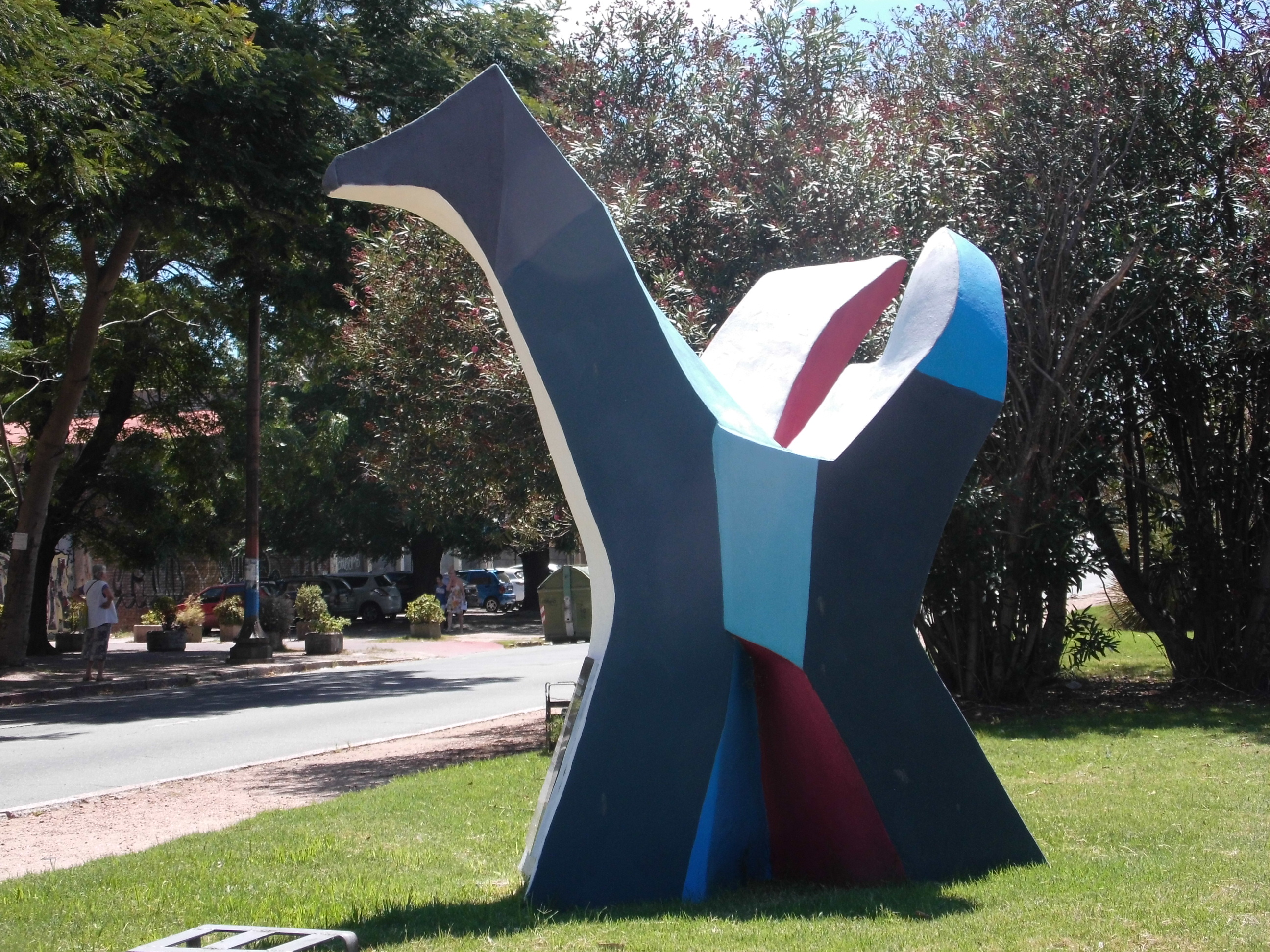
Memorial a los Mártires Estudiantiles del Liceo Dámaso Antonio Larrañaga.

Fueron estudiantes del Liceo Dámaso el escritor y profesor Ángel Rama, el científico y exministro de Educación y Cultura Ricardo Ehrlich y el artista Julio Alpuy.
Además, siete egresados fueron detenidos desaparecidos durante la dictadura. En su memoria, la Junta Departamental de Montevideo autorizó la colocación de una placa en Avenida Centenario y Jaime Cibils, una de las esquinas del liceo.